# Per Christian Münstermann
Per Christian Münstermann (* 9. Februar 1999 in Düren) ist ein ehemaliger deutscher Radsportler, der auf Bahn und Straße aktiv war.

## Sportliche Laufbahn
Sportlich begann Per Christian Münstermann mit Leichtathletik, bis er 2010 zum Radsport wechselte. 2011 ging er zur SG Radschläger Düsseldorf.
Im Jahr darauf entschied Münstermann die Jugend-Austragung von Rund um Köln für sich. 2016 wurde er in Cottbus deutscher Junioren-Meister im Omnium, im Punktefahren belegte er Rang zwei und in der Einerverfolgung Platz drei. Im Jahr darauf gewann er gemeinsam mit Nils Weispfennig den Titel im Zweier-Mannschaftsfahren sowie mit dem Junioren-Team von rose Team NRW in Genthin die nationale Meisterschaft im Mannschaftszeitfahren. Bei den Junioren-Bahnweltmeisterschaften im selben Jahr belegte er gemeinsam mit Rico Brückner Rang vier im Zweier-Mannschaftsfahren.
2018 erhielt Per Christian Münstermann einen Vertrag beim Kontinental-Team Team Sauerland NRW p/b SKS GERMANY. Im selben Jahr belegte er bei den deutschen Straßenmeisterschaften im Rahmen der Drei-Länder-Meisterschaft im Straßenrennen der U23 Platz acht.

## Ehrungen
2017 wurde Münstermann als Düsseldorfer „Juniorsportler des Jahres“ geehrt. Ebenfalls 2017 wurde er in seiner Geburtsstadt Düren mit dem „Goldenen Löwen“ als Sportler des Jahres ausgezeichnet.

## Erfolge

### Bahn
2016
- Deutscher Junioren-Meister – Omnium

2017
- Deutscher Junioren-Meister – Zweier-Mannschaftsfahren (mit Nils Weispfennig)

### Straße
2016
- Deutscher Meister – Mannschaftszeitfahren (Junioren)

2017
- Deutscher Meister – Mannschaftszeitfahren (Junioren)

2021
- Deutscher Meister – Mannschaftszeitfahren